# The Time Machine Tour
The Time Machine Tour é o título do DVD ao vivo lançado pelo cantor australiano Darren Hayes em 2008.
O DVD registra o concerto do cantor no Queensland Performing Arts Centre de Brisbane, na Austrália, como parte da turnê do álbum This Delicate Thing We've Made de 2007.

## O álbum
Em This Delicate Thing We've Made, o cantor explora ao longo das 25 faixas do álbum, lançado em dois CDs, o conceito de um viagem no tempo por meio de um máquina construída por um cientista, voltando a cenas de sua infância e juventude. A ideia foi inspirada no livro The Time Machine, de H. G. Wells, escrito em 1895.

## A turnê
A turnê The Time Machine de Darren Hayes teve início em Setembro de 2007 em Londres, na Inglaterra, se estendendo por todo o Reino Unido e para a Austrália, onde um segundo palco teve de ser construído, dada a longa viagem marítima que o palco original faria para chegar até o país. O cenário da turnê foi criado por Willie Williams, lendário designer de turnês do U2 e Rolling Stones, e incluía um imenso telão e uma larga ponte suspensa, que se estendia por todo o palco. Figurinos e peças de palco foram elaborados pela Royal Shakespeare Company, conceituada companhia de teatro britânica.
A turnê lotou o Royal Albert Hall em Londres e o State Theatre em Sydney, terminando em Outubro de 2007.

## O DVD
O DVD The Time Machine Tour foi lançado em duas edições: uma edição especial com tiragem de 2000 cópias, lançada em 1 de Julho de 2008 e vendida exclusivamente no site oficial do cantor, que incluía uma embalagem branca de 4 páginas e um álbum de 32 páginas com cerca de 300 fotos do show; e uma edição simples (apenas DVD e embalagem usual), lançada em 22 de Julho no Reino Unido e na Austrália.

### Faixas
1. The Future Holds a Lion's Heart
2. Who Would Have Thought
3. Waking the Monster
4. How to Build a Time Machine
5. Neverland
6. Insatiable
7. On the Verge of Something Wonderful
8. Listen All You People
9. The Best Thing
10. The Only One
11. Void
12. Darkness
13. Step into the Light
14. I Like the Way
15. Words
16. Casey
17. So Beautiful
18. I Want You
19. Affirmation
20. Me, Myself And (I)
21. The Great Big Disconnect

### Relançamento
Em 2015, o cantor relançou o DVD em uma edição especial contendo um CD bônus ao vivo.

Faixas:
1. "The Future Holds a Lion's Heart"
2. "Who Would Have Thought?"
3. "Waking the Monster"
4. "How to Build a Time Machine"
5. "The Only One"
6. "Darkness"
7. "Step into the Light"
8. "Casey"

## Vendas
O DVD estreou no primeiro lugar de vendas na Inglaterra, caindo para o #8 na semana seguinte. Na Austrália, o DVD atingiu o #29 na lista de vendas.